# Hiện tượng phách

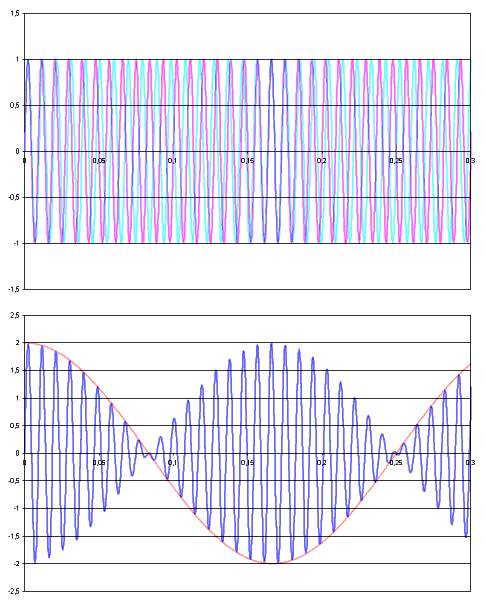
Tập tin:Beat - superposition of 104hz and 110hz sine waves.ogg
Sóng sin 110 Hz (màu hồng bên trên), với sóng sin 104 Hz G# (màu xanh bên trên), và tổng của chúng (bên dưới) có đường bao (đỏ)

Hiện tượng phách là hiện tượng chồng chất 2 dao động có tần số gần bằng nhau.
- Xét tổng hợp của 2 dao động:

```
    x1= a1 cos(ω1t + P1)
    x2= a2 cos(ω2t + P2)  (ω2>ω1),ω2≈ω1=ω
```

- Giả sử 2 dao động có biên độ a1=a2, 2 pha ban đầu P1=P2=0
- Dao động tổng hợp có dạng:

x=x1+x2=a(cos(ω1t)+cos(ω2t))= 2acos((ω2-ω1)t/2)cos((ω1+ω2)t/2)
- Đặt A= 2acos((ω2-ω1)t/2)là biên độ của dao động tổng hợp, tần số góc của dao động tổng hợp =(ω1+ω2)/2=ω   (ω2≈ω1=ω)

Dao động tổng hợp có tần số góc là ω. Biên độ của dao động tổng hợp biến đổi điều hòa chậm theo chu kì T=2π/(ω1+ω2)
- Hiện tượng trên gọi là hiện tượng phách. Chu kì T gọi là chu kì phách
- Tần số phách:  f=1/T=(ω2-ω1)/2π = f2-f1

Trong đó f1 và f2 là tần số của 2 dao động thành phần.
1. ↑   Lưu trữ ngày 5 tháng 9 năm 2012 tại Wayback Machine hiện tượng phách